# Gasexplosion von Chuandongbei
Die Gasexplosion von Chuandongbei war eine weiträumige Chemiekatastrophe durch ein Gasleck an einer Gasquelle in der Nähe der Großgemeinde Gaoqiao in China in der Nacht des 25. Dezember 2003.

## Verlauf
In der Nacht vom 25. Dezember 2003 traten nach einer Explosion eines Gasbohrloches auf dem Chuandongbei-Gasfeld der China National Petroleum Corporation nahe der Metropole Chongqing im Südwesten Chinas schlagartig eine große Menge Erdgas und Schwefelwasserstoff aus. Das nach faulen Eiern riechende, beim Einatmen tödlich wirkende Gasgemisch stieg rund 30 Meter in die Luft und zog über die nähere Umgebung. Die Reparatur- und Rettungsarbeiten wurden verzögert, weil teilweise ausreichende Schutzausrüstung für die Kräfte fehlte.
Vor dem Unglück wurde aus dem 4.000 Meter tiefen Bohrloch täglich eine Million Kubikmeter Erdgas gefördert. Das Förderfeld, in dem Vorräte von 50 bis 60 Millionen Tonnen vermutet werden, ist bekannt für seine hochkonzentrierten giftigen Gase. Um die austretenden Gase zu vernichten, wurde das Bohrloch zuerst in Brand gesetzt und anschließend zugeschüttet.
Hintergrund solcher Katastrophen sind oft eine mangelhafte Betriebssicherheit und ein unzureichender Katastrophenschutz.

## Folgen
Die austretenden Gase kosteten 191 Menschen das Leben, 4.000 bis 5.000 Menschen erlitten chemische Verätzungen der Atemwege, der Haut und/oder schwere Augenentzündungen durch die toxische Wirkung des Schwefelwasserstoffs an den Schleimhäuten. 
Mehr als 10.000 Menschen im Umkreis von 5 km mussten evakuiert werden. 

## Weiteres
Ein ähnlicher Vorfall ereignete sich erneut im März 2006 in Gaoqiao. Damals wurden jedoch tausende Einwohner rechtzeitig in Sicherheit gebracht.